# Jean Lehérissey
Jean Lehérissey est un réalisateur et directeur de la photographie français, né le 6 avril 1915 à Paris et mort le 1er octobre 1980  à Chamalières (Puy-de-Dôme). 

## Biographie
Jean Lehérissey, venu du cinéma amateur, a commencé par être opérateur de nombreux courts-métrages entre 1938 et 1942, puis a été directeur de la photographie dans des longs-métrages.
Jean Lehérissey a obtenu le prix Jean-Vigo en 1951 avec le film La montagne est verte.

## Filmographie partielle
Réalisateur
(courts métrages documentaires)
- 1950 : La montagne est verte
- 1956 : Les Très Riches Heures de l'Afrique romaine
- 1959 : La Forêt des hommes rouges
- 1959 : Madame Valentin, 3ème gauche
- 1961 : Gironde, chef-lieu Bordeaux

Directeur de la photographie
- 1942 : Matin de France, court métrage de Louis Cuny
- 1943 : Mermoz de Louis Cuny
- 1947 : Fausse Identité d'André Chotin
- 1949 : La Passagère de Jacques Daroy
- 1949 : Le Droit de l'enfant de Jacques Daroy
- 1951 : Porte d'Orient de Jacques Daroy
- 1951 : Pas de vacances pour Monsieur le Maire de Maurice Labro
- 1952 : L'Agonie des aigles de Jean Alden-Delos
- 1952 : Jour de peine, moyen métrage de Victor Vicas
- 1952 : Monsieur Leguignon lampiste de Maurice Labro
- 1952 : Éternel espoir de Max Joly
- 1953 : Deux de l'escadrille de Maurice Labro
- 1953 : Le Club des 400 coups de Jacques Daroy
- 1953 : Monsieur Scrupule gangster de Jacques Daroy
- 1954 : Les Révoltés de Lomanach de Richard Pottier
- 1954 : La Patrouille des sables de René Chanas
- 1955 : Villa sans souci de Maurice Labro
- 1957 : Action immédiate de Maurice Labro
- 1957 : Le Colonel est de la revue de Maurice Labro
- 1957 : La Peau de l'ours de Claude Boissol
- 1958 : Django Reinhardt, court métrage de Paul Paviot

Monteur
- 1948 : Les Aventures des Pieds-Nickelés de Marcel Aboulker
- 1937  : Franco de port de Dimitri Kirsanoff

## Récompenses
- 1951 : Prix Jean-Vigo pour La montagne est verte